# بنجامين وودورد
بنجامين وودورد هو سياسي أمريكي، ولد في 28 فبراير 1780، وتوفي في 11 مايو 1841. انتخب عضو جمعية ولاية نيويورك ‏ وانتخب عضو مجلس ولاية نيويورك ‏.